# Niedercunnersdorf
Niedercunnersdorf is een ortsteil van de Duitse gemeente Kottmar in de deelstaat Saksen. De plaats ligt in het dal van het Cunnersdorfer Wasser en was tot 1 januari 2013 een zelfstandige gemeente in de Landkreis Görlitz.

## Geboren
- Wilhelm Tempel (1821-1889), astronoom